# Postumus Cominius Auruncus
Postumus Cominius Auruncus war gemäß der für diese frühen Jahre sehr unzuverlässigen römischen Tradition in den Jahren 501 und 493 v. Chr. römischer Konsul. In der antiken Geschichtsschreibung taucht er häufig nur als Postumus Cominius auf. Er soll der einzige Patrizier aus der gens Cominia gewesen sein.
Der mit der Coriolanussage verbundene Volskerkrieg wird von der römischen Tradition in das zweite Konsulat des Cominius verlegt, der dabei als Feldherr auftritt. Nach Dionysios soll er 497 v. Chr. den Tempel des Saturnus geweiht haben und 488 v. Chr. mit vier anderen Gesandten dem Coriolanus entgegengezogen sein.

## Anmerkung
- Friedrich Münzer: Cominius 16. In: Paulys Realencyclopädie der classischen Altertumswissenschaft (RE). Band IV,1, Stuttgart 1900, Sp. 608 f.